# Balasch

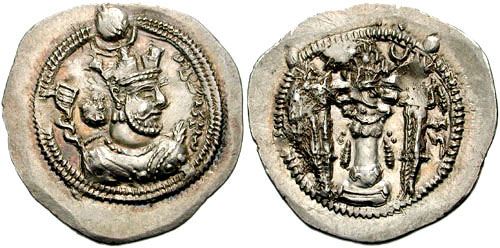
Münze Balaschs

Balasch (oder Balāš) war ein spätantiker persischer Großkönig aus dem Herrscherhaus der Sassaniden. Er regierte von 484 bis 488. Sein Name ist die mittelpersische Form des parthischen Namens Walagasch, was durch die westlichen (griechisch-römischen) Autoren als Vologaises/Vologaeses überliefert worden ist.
Balasch bestieg den Thron inmitten einer schweren Krise. Er war ein Bruder Peroz’ I. (Tabari nennt ihn irrtümlich einen Sohn) und verdankte seine Thronübernahme wohl einer Gruppe mächtiger Adliger (unter anderem aus den einflussreichen Familien Karen und Suren), die vermutlich auch die eigentlichen Machthaber waren. Es konnte in seiner Regierungszeit jedoch Frieden mit den Hephthaliten geschlossen werden, die für die vernichtende Niederlage und den Tod Peroz’ verantwortlich gewesen waren, wobei die Sassaniden allerdings jährliche Tribute zu entrichten hatten. Diese trugen dazu bei, die Finanzkrise des Reiches weiter zu verschärfen, weshalb sich der König (vergeblich) mit der Bitte um Unterstützung an den oströmischen Kaiser wandte. Seine Versuche, die Römer zur Wiederaufnahme der mit Peroz’ Tod eingestellten Jahrgelder zu zwingen, scheiterten aber, was das Ansehen des Königs weiter verringert haben dürfte.
Währenddessen wurde im persisch kontrollierten Teil Armeniens (Persarmenien) notgedrungen eine „Entspannungspolitik“ betrieben. Den Christen wurde 484 die freie Religionsausübung gestattet, und es wurde ihnen zugesichert, dass weiter keine Versuche unternommen werden würden, sie zum Zoroastrismus zu bekehren. Zudem wurde Armenien nun endgültig direkt dem Großkönig unterstellt. Die Armenier unterstützten Balasch schließlich auch, als es zu einem Aufstand durch einen seiner Neffen kam.
Der Zeitgenosse Josua Stylites berichtet in seiner syrischen Chronik (Kapitel 19), Balasch sei von den Soldaten verachtet worden, da er kein Geld gehabt habe, während er die Magier gegen sich aufgebracht habe, indem er in den Städten Badehäuser errichten ließ. 488 erlag Balasch schließlich seinen Gegnern, und Kavadh, ein Sohn des Peroz, gelangte (wohl mit Unterstützung der Hephthaliten) an die Macht. Balasch wurde geblendet und verschwindet danach aus den Quellen.